# Ga Kisaragi

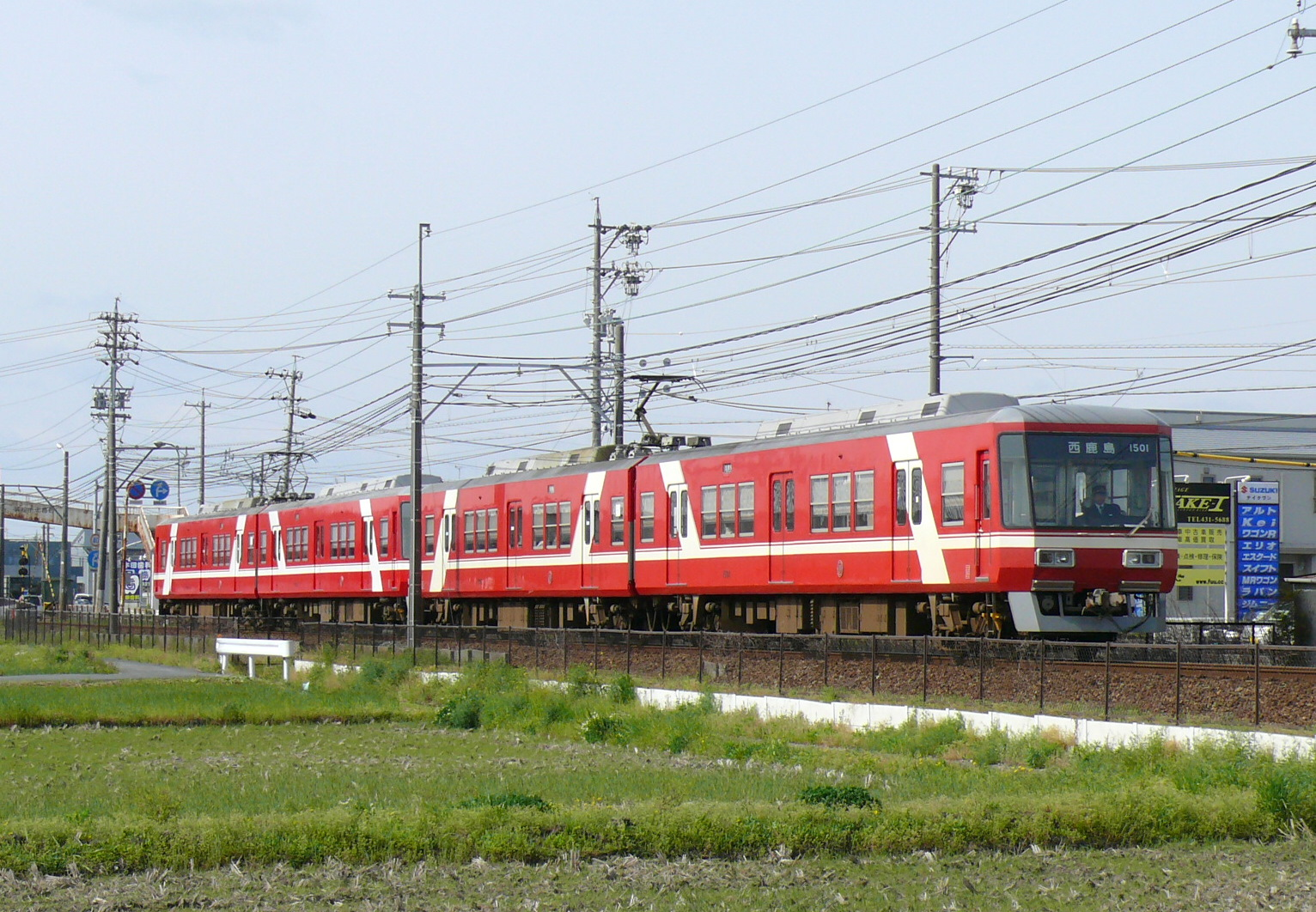
Tuyến đường sắt Enshū, bối cảnh cho truyền thuyết đô thị về ga Kisaragi ở Nhật Bản.

Ga Kisaragi (Nhật: きさらぎ駅 Hepburn: Kisaragi Eki) là truyền thuyết đô thị của Nhật Bản về một nhà ga hư cấu. Nhà ga này lần đầu tiên được đưa tin vào năm 2004, khi có người tự xưng là 'Hasumi' (葉純) đã đăng bài viết về một câu chuyện ma trên diễn đàn internet 2channel.